# Korsholms härad
Korsholms härad (uttalas [Korshólm]) är ett härad i Österbotten, tidigare i Vasa respektive Västra Finlands län.
Ytan (landsareal) var 1910 3509,3 km²; häradet hade 31 december 1908 69.707 invånare med en befolkningstäthet av 19,9 inv/km².

## Medlemskommuner
Följande landskommuner ingick 1910 i Korsholms härad:
- Bergö, finska: Susiluoto
- Jurva
- Korsholm, finska: Mustasaari, tidigare svenskt namn Mustasaari socken t.o.m. 1926
- Kvevlax, finska: Koivulahti
- Laihela, finska: Laihia
- Lillkyro, finska: Vähäkyrö
- Malax, finska: Maalahti
- Petalax, finska: Petolahti
- Pörtom, finska:  Pirttikylä
- Replot, finska: Raippaluoto
- Solf, finska: Sulva
- Storkyro, finska: Isokyrö
- Ylistaro

Som en följd av kommunsammanslagningar och överföringar mellan härader består häradet sedan 2011 av Korsholm, Korsnäs, Malax och Vörå kommuner.